# Welcome to the Neighbourhood
Albums de Meat Loaf
Bat Out of Hell II: Back Into Hell
(1993) Couldn't Have Said It Better
(2003)
Welcome to the Neighbourhood est un album de Meat Loaf sorti en 1995. L'album est certifié disque de platine aux États-Unis par la Recording Industry Association of America le 17 janvier 1996 et également certifié disque de platine au Canada. Welcome to the Neighbourhood est considéré comme un album-concept, toutes les pistes du disque racontent une histoire sur une relation au fil du temps.
Trois singles ont été publiés : I'd Lie for You (And That's the Truth), Not a Dry Eye in the House et Runnin' for the Red Light (I Gotta Life). Le premier s'est classé à la 13e position au Billboard Hot 100, à la 17e au classement Adult Pop Songs et à la 21e au classement Adult contemporary. Le deuxième single s'est positionné 82e, toujours au Billboard Hot 100.

## Liste des titres
| No  | Titre                                                                          | Auteur                                                          | Durée |
| --- | ------------------------------------------------------------------------------ | --------------------------------------------------------------- | ----- |
| 1.  | Where the Rubber Meets the Road                                                | Sarah Durkee, Paul Jacobs                                       | 4:57  |
| 2.  | I'd Lie for You (And That's the Truth) (duo avec Patti Russo)                  | Diane Warren                                                    | 6:41  |
| 3.  | Original Sin                                                                   | Jim Steinman                                                    | 5:56  |
| 4.  | 45 Seconds of Ecstasy (interprétée par Susan Wood)                             | Martha Minter Bailey                                            | 1:06  |
| 5.  | Runnin' for the Red Light (I Gotta Life)                                       | Sarah Durkee, Meat Loaf, Patti Russo, Harry Vanda, George Young | 3:59  |
| 6.  | Fiesta de las Almas Perdidas                                                   | Jeff Bova                                                       | 1:27  |
| 7.  | Left in the Dark                                                               | Jim Steinman                                                    | 7:13  |
| 8.  | Not a Dry Eye in the House                                                     | Diane Warren                                                    | 5:54  |
| 9.  | Amnesty Is Granted (duo avec Sammy Hagar)                                      | Sammy Hagar                                                     | 6:09  |
| 10. | If This Is the Last Kiss (Let's Make It Last All Night) (duo avec Patti Russo) | Diane Warren                                                    | 4:34  |
| 11. | Martha                                                                         | Tom Waits                                                       | 4:40  |
| 12. | Where Angels Sing                                                              | Stephen Allen Davis                                             | 6:09  |

## Classements

### Album
| Pays                                 | Meilleure position | Nombre de semaines | Réf      |
| ------------------------------------ | ------------------ | ------------------ | -------- |
| Allemagne (GfK Entertainment)        | 10                 | 22                 | [ B 1 ]  |
| Australie (ARIA Charts)              | 10                 | 5                  | [ B 2 ]  |
| Autriche (Ö3 Austria Top 40)         | 44                 | 4                  | [ B 3 ]  |
| Belgique (Ultratop (nl))             | 37                 | 4                  | [ B 4 ]  |
| États-Unis (Billboard 200)           | 17                 | 14                 | [ B 5 ]  |
| Finlande (Suomen virallinen lista)   | 28                 | 2                  | [ B 6 ]  |
| Norvège (VG-lista)                   | 12                 | 6                  | [ B 7 ]  |
| Nouvelle-Zélande (Recorded Music NZ) | 17                 | 5                  | [ B 8 ]  |
| Pays-Bas (MegaCharts)                | 28                 | 11                 | [ B 9 ]  |
| Royaume-Uni (UK Albums Chart)        | 3                  | 28                 | [ B 10 ] |
| Suède (Sverigetopplistan)            | 22                 | 6                  | [ B 11 ] |
| Suisse (Schweizer Hitparade)         | 10                 | 12                 | [ B 12 ] |

### Singles
| Pays                                      | Meilleure position                     | Nombre de semaines                     | Réf                                    |
| I'd Lie for You (And That's the Truth)    | I'd Lie for You (And That's the Truth) | I'd Lie for You (And That's the Truth) | I'd Lie for You (And That's the Truth) |
| ----------------------------------------- | -------------------------------------- | -------------------------------------- | -------------------------------------- |
| Allemagne (GfK Entertainment)             | 17                                     | 19                                     | [ A 5 ]                                |
| Australie (ARIA Charts)                   | 7                                      | 9                                      | [ A 6 ]                                |
| Autriche (Ö3 Austria Top 40)              | 31                                     | 8                                      | [ A 7 ]                                |
| Belgique (Ultratop 50 Singles (fr))       | 35                                     | 4                                      | [ A 8 ]                                |
| Belgique (Ultratop 50 Singles (nl))       | 10                                     | 15                                     | [ A 9 ]                                |
| États-Unis (Billboard Hot 100)            | 13                                     | 20                                     | [ A 1 ]                                |
| États-Unis (Adult Pop Songs)              | 17                                     | 14                                     | [ A 2 ]                                |
| États-Unis (Billboard Adult Contemporary) | 21                                     | 12                                     | [ A 3 ]                                |
| Norvège (VG-lista)                        | 10                                     | 10                                     | [ A 10 ]                               |
| Nouvelle-Zélande (Recorded Music NZ)      | 14                                     | 4                                      | [ A 11 ]                               |
| Pays-Bas (MegaCharts)                     | 9                                      | 8                                      | [ A 12 ]                               |
| Royaume-Uni (UK Singles Chart)            | 2                                      | 13                                     | [ A 13 ]                               |
| Suède (Sverigetopplistan)                 | 9                                      | 11                                     | [ A 14 ]                               |
| Suisse (Schweizer Hitparade)              | 24                                     | 11                                     | [ A 15 ]                               |
| Not a Dry Eye in the House                |                                        |                                        |                                        |
| Allemagne (GfK Entertainment)             | 93                                     | 3                                      | [ A 16 ]                               |
| États-Unis (Billboard Hot 100)            | 82                                     | 4                                      | [ A 4 ]                                |
| Royaume-Uni (UK Singles Chart)            | 7                                      | 6                                      | [ A 17 ]                               |